# Hugo Harrewijn
Hugo Harrewijn (Strasburgo, 3 luglio 1948) è un ex cestista e allenatore di pallacanestro olandese.
È il fratello gemello di Ruud Harrewijn.

## Carriera
Con i Paesi Bassi ha disputato i Campionati europei del 1975.

## Palmarès

### Giocatore
- Coppa d'Olanda: 1

Haarlem: 1976

### Allenatore
- Campionato svizzero: 1

Fribourg Olympic: 1981-82